# Кадіаскер

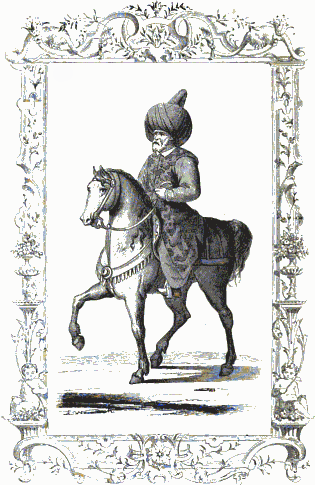
Кадіаскер. Гравюра Ч. Вечелліо

Кадіаскер,Казаскер (тур. Kazasker — «військовий суддя») — посада верховного судді по військових та релігійних справах, введена в Османській імперії у середині XIV століття.
З установою в XV столітті посади шейх уль-іслам у відання казаскера переходили лише військові тяжби. Казаскер був членом Державного дивану (Диван-і Хумаюн), де розбирав судові справи та скарги; рішення казаскера було остаточним. За виконання своїх обов'язків казаскери тримали земельні наділи (маєтки-арпалики) та отримували грошове утримання.
У 1481 в імперії засновано дві посади казаскера. Рішенням румелійського казаскера підпорядковувалися європейські володіння султана, анатолійського — азійська та африканська частини держави. Пост казаскера Анатолії займав свого часу Баки, придворний поет Сулеймана Пишного. Після проведених султаном Махмудом II в 1820 — 1830-х військово-адміністративних реформ посада казаскера втратила колишнє значення, проте як один з вищих османських титулів проіснував до 1922, коли Туреччина була оголошена республікою.